# Мадагаскар на летних Олимпийских играх 1968
Мадагаскар принимал участие в Летних Олимпийских играх 1968 года в Мехико (Мексика) во второй раз за свою историю, но не завоевал ни одной медали. Команда была представлена четырьмя спортсменами в двух видах спорта.

## Состав сборной
Лёгкая атлетика
1. Жан-Луи Равеломананцоа
2. Фернан Товондрай
3. Доминик Ракоторахалахи

 Велоспорт
1. Соло Разафинариво

## Результаты соревнований

### Велоспорт

#### Шоссейный велоспорт
Мужчины
| Соревнование    | Спортсмен         | Время | Место | Отставание |
| --------------- | ----------------- | ----- | ----- | ---------- |
| групповая гонка | Соло Разафинариво | DNF   | DNF   | DNF        |